# Tanahu (district)

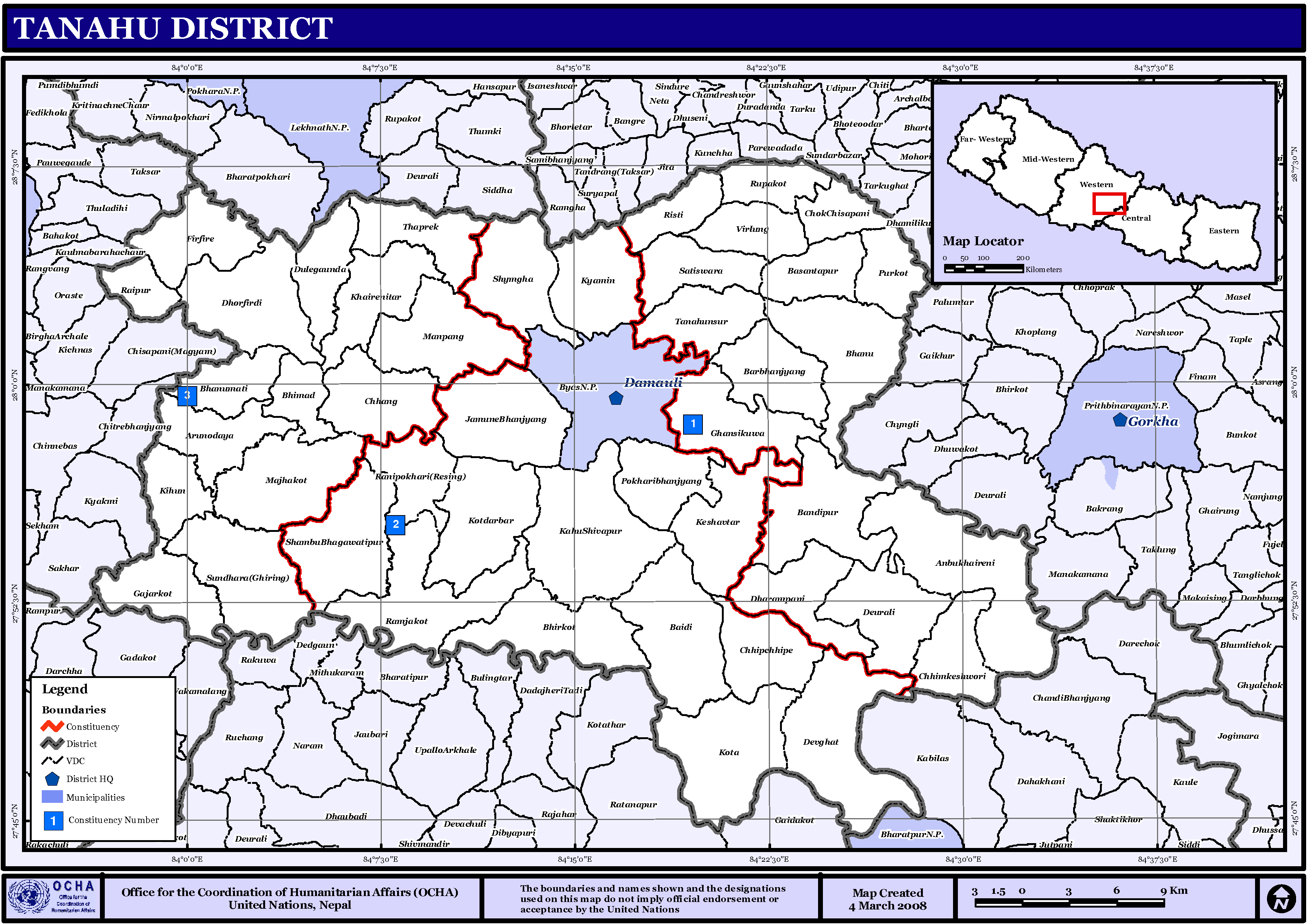
Kaart van Tanahu

Tanahu (Nepalees: तनहू) is een van de 75 districten van Nepal. Het district is gelegen in de bestuurlijke zone Gandaki en de hoofdstad is Byas, vroeger Danauti genaamd.

## Stedenendorpscommissies[2][3]
- Stad: Nepalees: nagarpalika of N.P.; Engels: municipality;
- Dorpscommissie: Nepalees: panchayat; Engels: village development committee of VDC.

- Steden (1): Byas (vroeger: Danauti).
- Dorpscommissies (46): Anbukhaireni, Arunodaya, Baidi, Bandipur, Barbhanjyang, Basantapur, Bhanu, Bhanumati, Bhimad, Bhirkot, Chhang, Chhimkeswori (of: Chhimkeshwori), Chhipchhipe, Chok Chisapani, Deurali, Devghat, Dharampani, Dhorfirdi, Dulegaunda, Firfire, Gajarkot, Ghansikuwa, Jamune Bhanjyang, Kahu Shivapur, Keshavtar, Khairenitar, Kihun, Kota, Kotdarbar, Kyamin, Majhkot (of: Majhakot), Manpang, Mirlung, Pokhari Bhanjyang, Purkot, Raipur, Ramjakot, Ranipokhari(Reising) (of: Ranipokhari (Resing)), Risti, Rupakot, Satiswara, Shambu Bhagawatipur (of: Shamung Bhagawatipur), Shymgha, Sundhara (of: Sundhara (Ghiring)), Tanahunsur, Thaprek.

Achham · 
Arghakhanchi · 
Baglung · 
Baitadi · 
Bajhang · 
Bajura · 
Banke · 
Bara · 
Bardiya · 
Bhaktapur · 
Bhojpur · 
Chitwan · 
Dadeldhura · 
Dailekh · 
Dang · 
Darchula · 
Dhading · 
Dhankuta · 
Dhanusa · 
Dolkha · 
Dolpa · 
Doti · 
Gorkha · 
Gulmi · 
Humla · 
Ilam · 
Jajarkot · 
Jhapa · 
Jumla · 
Kailali · 
Kalikot · 
Kanchanpur · 
Kapilvastu · 
Kaski · 
Kathmandu · 
Kavrepalanchok · 
Khotang · 
Lalitpur · 
Lamjung · 
Mahottari · 
Makwanpur · 
Manang · 
Morang · 
Mugu · 
Mustang · 
Myagdi · 
Nawalparasi · 
Nuwakot · 
Okhaldhunga · 
Palpa · 
Panchthar · 
Parbat · 
Parsa · 
Pyuthan · 
Ramechhap · 
Rasuwa · 
Rautahat · 
Rolpa · 
Rukum · 
Rupandehi · 
Salyan · 
Sankhuwasabha · 
Saptari · 
Sarlahi · 
Sindhuli · 
Sindhulpalchok · 
Siraha · 
Solukhumbu · 
Sunsari · 
Surkhet · 
Syangja · 
Tanahu · 
Taplejung · 
Terhathum · 
Udayapur